# Prix Tony Jannus

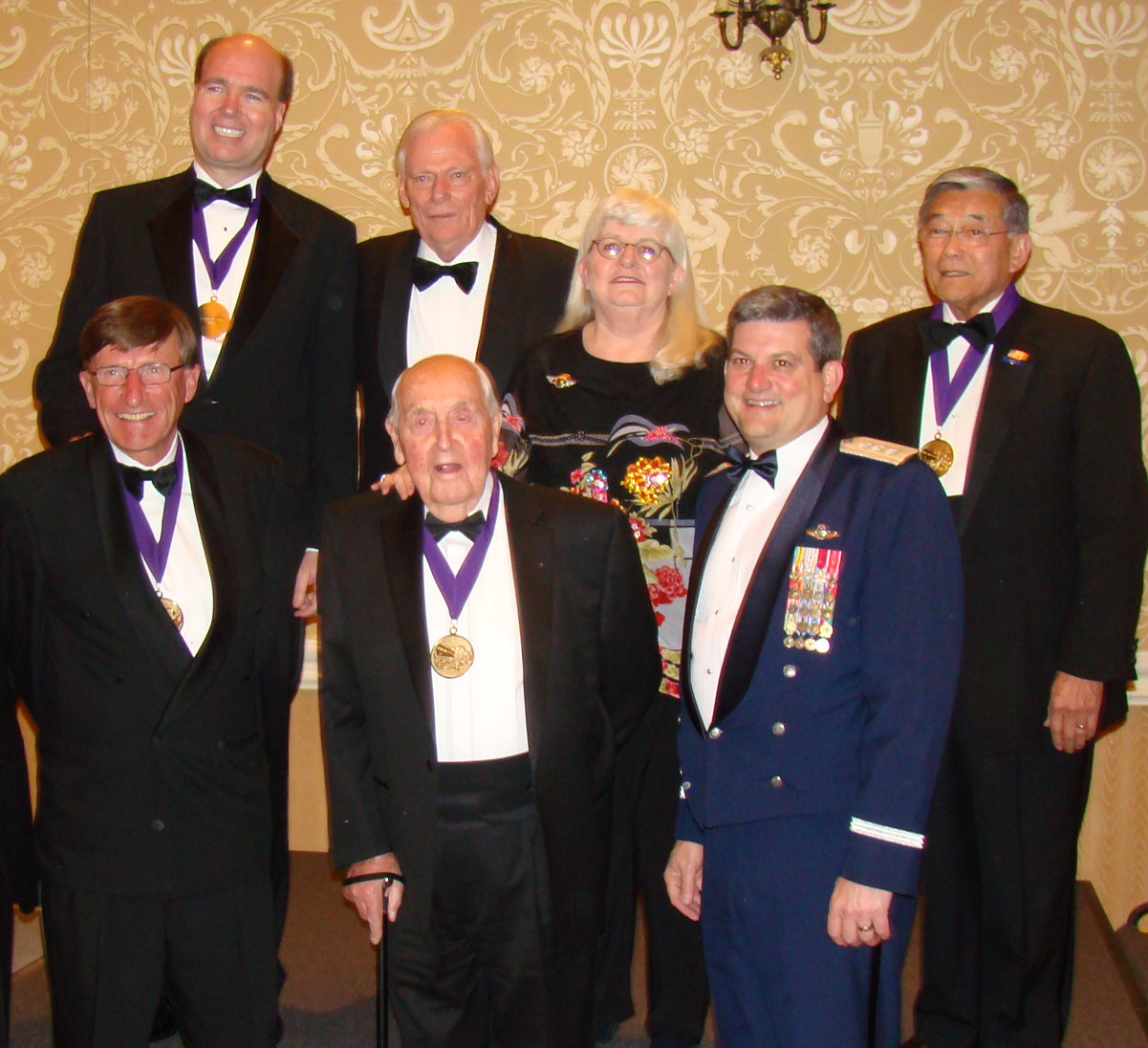
Récipiendaires du prix Tony Jannus (médaille au ruban violet) en 2008, dont Herb Kelleher et Norman Mineta.

Le prix Tony Jannus (en anglais : Tony Jannus Award) est remis en récompense de réalisations individuelles exceptionnelles dans l'aviation commerciale à des dirigeants de compagnies aériennes, des inventeurs, des fabricants et des dirigeants politiques.
Il a été créé en 1964 et est remis par la Tony Jannus Distinguished Aviation Society en mémoire de l'aviateur américain pionnier du transport aérien Tony Jannus.